# Jakob Spieth

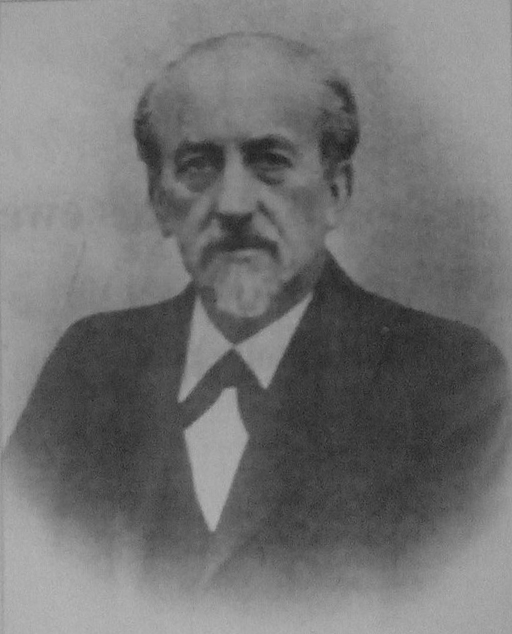

Andreas Jakob Spieth  (* 2. November 1856 in Hegensberg; † 28. Mai 1914 in Hamburg) war ein deutscher Missionar, Afrikanist und Bibelübersetzer. Er ist der Verfasser verschiedener Monographien über das Volk der Ewe in Süd-Togo.

## Leben
Spieth studierte von 1874 bis 1880 an der Missionsschule der Basler Mission und wurde 1880 im Dienste der Norddeutschen Missionsgesellschaft nach Westafrika gesandt. Er arbeitete dort mit mehreren Unterbrechungen bis 1911 und übersetzte während eines Aufenthalts in Deutschland das Alte Testament in die Ewesprache. Nach seiner Rückkehr war er ab November 1911 Leiter des Missionsheims "Tanne" im Rauhen Haus bei Hamburg.

## Publikationen (Auswahl)
- Die Religion der Eweer in Süd-Togo. Vandenhoeck & Ruprecht, Göttingen 1911 (Religionsurkunden der Völker)
- Die Eweer. Schilderung von Land und Leuten in Deutsch-Togo. Sonderdruck. In Kommission bei der Norddeutschen Missions-Gesellschaft, Bremen 1906.
- Die Ewe-Stämme. Material zur Kunde des Ewe-Volkes in Deutsch-Togo. Reimer, Berlin 1906. Digitalisat
- Das Sühnebedürfnis der Heiden im Ewelande. Norddeutsche Missions-Gesellschaft, Bremen 1914, 2. Aufl.